# Villard-Saint-Sauveur
Villard-Saint-Sauveur là một xã trong vùng hành chính Franche-Comté, thuộc tỉnh Jura, quận Saint-Claude, tổng Saint-Claude. Tọa độ địa lý của xã là 46° 22' vĩ độ bắc, 05° 52' kinh độ đông. Villard-Saint-Sauveur nằm trên độ cao trung bình là 559 mét trên mực nước biển, có điểm thấp nhất là 410 mét và điểm cao nhất là 1089 mét. Xã có diện tích 9.09 km², dân số vào thời điểm 2006 là 649 người; mật độ dân số là 71 người/km².

## Thông tin nhân khẩu
| 1962 | 1968 | 1975 | 1982 | 1990 | 1999 |
| ---- | ---- | ---- | ---- | ---- | ---- |
| 350  | 388  | 423  | 547  | 588  | 655  |

## Địa điểm tham quan
Nhà thờ trong làng được xây trong thế kỉ thứ 17; tháp chuông có nguồn gốc từ thế kỉ thứ 18.